# Tannenberg, Erzgebirgskreis
Tannenberg är en kommun och ort i Landkreis Erzgebirgskreis i förbundslandet Sachsen i Tyskland. Kommunen har cirka 1 100 invånare.
Kommunen ingår i förvaltningsområdet Geyer tillsammans med kommunen Geyer.